# خلايا حولية
الخلايا الحولية (المعروفة سابقًا باسم خلايا روجيه) هي خلايا جدارية متعددة الوظائف للدورة الدموية الدقيقة تلتف حول الخلايا البطانية التي تبطن الشعيرات الدموية والأوردة في جميع أنحاء الجسم. يتم تضمين الحويصلات في الغشاء القاعدي، حيث تتواصل مع الخلايا البطانية لأصغر الأوعية الدموية في الجسم عن طريق الاتصال الجسدي المباشر وتأشير النظير الصماوي. تُساعد الخلايا الحولية على الحفاظ على وظائف الاستتباب والإرقاء في الدماغ، وكذلك المحافظة على الحاجز الدموي الدماغي. تُعد هذه الخلايا أيضًا مكونًا رئيسيًا لوحدة الأوعية الدموية العصبية، والتي تشمل الخلايا البطانية والخلايا النجمية والخلايا العصبية. تنظم الخلايا الحولية تدفق الدم الشعري، وإزالة البلعمة من الحطام الخلوي، ونفاذية الحاجز الدموي الدماغي. تستقر الخلايا الحولية وتراقب نضج الخلايا البطانية عن طريق الاتصال المباشر بين غشاء الخلية وكذلك من خلال إشارات الباراكريين. يمكن أن يؤدي نقص الخلايا في الجهاز العصبي المركزي إلى انهيار الحاجز الدموي الدماغي.

## روابط خارجية
- www.stemcellsfreak.com[وصلة مكسورة] - يمكن استخدام الفريزيات لتجديد العضلات
- رسم تخطيطي في udel.edu نسخة محفوظة 21 فبراير 2017 على موقع واي باك مشين.